# Wenn die Musik spielt am Wörthersee
Wenn die Musik spielt am Wörthersee ist ein deutscher Schlagerfilm von Hans Grimm aus dem Jahr 1962.

## Handlung
Als Tochter Evelyn mal wieder die Nacht durchtanzt hat und daher viel zu spät nach Hause kommt, greift Generaldirektor und Musikboxhersteller Axel Bender durch: Er schickt sie auf ein Internat am Wörthersee. Das missfällt nicht nur der musikbegeisterten Evelyn, sondern auch ihrem schüchternen Freund Freddy Kummer, der sich nun bei Axel beschweren will. Axel jedoch findet Gefallen an ihm, klagt ihm spontan sein Leid mit seiner missratenen Tochter und macht ihn zu seinem offiziellen Musikboxvertreter am Wörthersee. Dort soll er in Wirklichkeit heimlich Evelyn und ihr Betragen überwachen.
Evelyn hat am Wörthersee unterdessen den Musiker Hans Breuer und seine Band kennengelernt. Sie spielen regelmäßig im Erlenhof unweit des Internats und die Mädchen schleichen sich ebenso oft nachts aus dem Internat, um die Band zu sehen. Hans schreibt für Evelyn ein Lied, das sie im Erlenhof vor Publikum singt. Es kommt zu Spannungen zwischen Hans und seiner Freundin Gerti, der Wirtin des Erlenhofs. Die wiederum wird bald von Freddy getröstet, der im Erlenhof absteigt.
Das jährliche Abschlussfest im Internat steht an. Da die Organisatorin Fräulein Fingerl krank wird, müssen die Mädchen die Feier selbst organisieren. Normalerweise wird stets klassische Musik gespielt, doch wollen die Mädchen Hans und seine Band spielen lassen. Evelyn hofft, dass Hans so seine Karriere als Musiker voranbringen kann, wird doch unter anderem ihr einflussreicher Vater im Publikum sitzen. Bald schon treffen Evelyn, Freddy, Gerti und Hans aufeinander und es kommt zum großen Streit zwischen den eifersüchtigen Pärchen. Hans kündigt schließlich Evelyn die Zusammenarbeit auf, da er nicht von ihr protegiert werden will und auch Gerti ihm sonst sein Engagement gekündigt hätte. Evelyn und ihre Mädchen wollen die Show des Internats nun alleine auf die Beine stellen, schon um es Hans zu zeigen.
Axel Bender hat unterdessen von den Liebeseskapaden seiner Tochter erfahren und ist selbst an den Wörthersee gereist. Die Show beginnt schließlich und zunächst geht alles gut. Die Internatsleiterin kann abgelenkt werden und statt Klassik wird Schlager gespielt. Bald jedoch droht die Aufführung zu misslingen – plötzlich springen Hans und seine Band ein, die wiederum andere Künstler für einen Auftritt gewinnen konnten. Der Abend wird ein großer Erfolg und auch die Internatsleiterin Baronin von Grafenstein findet plötzlich mehr Gefallen an moderner Musik als an Klassik. Axel Bender ist vom Können seiner Tochter beeindruckt und erlaubt ihr eine musikalische Karriere als Sängerin. Auch einer Heirat von Evelyn mit Freddy steht er nun positiv gegenüber – doch Evelyn will längst Hans heiraten, während Freddy und Gerti nun ein Paar sind.

## Produktion
Die Dreharbeiten fanden vom 3. Mai bis zum 20. Juni 1962 in Velden am Wörther See statt. Die Innenaufnahmen entstanden im Bavaria-Atelier München-Geiselgasteig. Der Film kam am 17. August 1962 in die Kinos.
Im Film sind zahlreiche Schlager zu hören:
- Vivi Bach – Wenn die Musik spielt am Wörthersee; Da kam ein junger Mann; Ich hab mein Herz gefragt
- Ted Herold – Hula Moon Baby
- Claus Herwig – Das siehst du nur bei mir
- Gerhard Wendland – Tanze mit mir in den Morgen
- Lolita – Addio, my Darling, Bye Bye
- Peggy Brown – Komm doch wieder
- Monica Frank – Die Liebe, die Liebe, die Liebe
- Nilsen Brothers – Happy Cowboy

Es spielt zudem die Red Hot Brass Band.

## Kritik
Der film-dienst befand, dass „das Geschichtchen […] lediglich einen Aufhänger für die zahlreichen Musiknummern abgibt“. Das 1990 von film-dienst herausgegebene Lexikon des internationalen Films bezeichnete den Film als „Mischung aus Klamauk, Schlager und Teenagererotik“.
Cinema fand den Film „bieder, blöd, banal: so tot wie Papas Kino“.